# Clásico portugueseño
El clásico portugueseño es el partido de fútbol en el que se enfrentan los dos clubes más importantes del Estado Portuguesa: Llaneros de Guanare y Portuguesa Fútbol Club. Es un clásico muy regionalista por tratarse de equipos del mismo estado, pero no de la misma ciudad: Guanare y Acarigua-Araure. 
Cuenta con una rica trayectoria, comenzando a disputarse en 1986 (con un empate 0-0) y continuando hasta el día de hoy. 
Se han realizado partidos abarcando tres instancias o tres ámbitos: Primera División, Copa Venezuela y Segunda División. 
Al día de hoy el Portuguesa aventaja a Llaneros de Guanare en cuanto a títulos nacionales oficiales. 

## Historia
El primer partido disputado estas oncenas fue el 28 de septiembre de 1986, en las ciudades gemelas dejando un empate a cero.
La primera victoria para el Portuguesa, se produjo el 16 de noviembre de 1986 (segundo partido entre ellos) 3-0 con goles de Gilson Lopes, Samot Barco y Johnny Castellanos, en Primera División, el partido efectuado en el Estadio Rafael Calles Pinto. Y la primera victoria de local para el Portuguesa, se produjo el 18 de enero de 1987 (tercer partido entre ellos) 2-1 en Primera División.
El 26 de abril de 2008, se produce la primera victoria para Llaneros de Guanare (octavo partido entre ellos) con marcador de 1-0 en Primera División, y el 17 de agosto de 2008 se produce la primera victoria de visitante para Llaneros de Guanare (noveno partido entre ellos) 0-1 en Primera División.

## Historial de resultados

#### Números totales
| Competencia      | Partidos Jugados | Ganados Portuguesa | Partidos Empatados | Ganados Llaneros | Goles de Portuguesa | Goles de Llaneros |
| ---------------- | ---------------- | ------------------ | ------------------ | ---------------- | ------------------- | ----------------- |
| Primera División | 19               | 7                  | 6                  | 6                | 21                  | 19                |
| Copa Venezuela   | 6                | 3                  | 2                  | 1                | 11                  | 11                |
| Segunda División | 4                | 2                  | 0                  | 2                | 6                   | 7                 |
| Total            | 29               | 12                 | 8                  | 9                | 38                  | 37                |

## Historial de partidos
*Actualizado hasta el 8 de septiembre de 2019

#### Partidos en Primera División
| Partidos en Primera Divisón | Partidos en Primera Divisón | Partidos en Primera Divisón | Partidos en Primera Divisón | Partidos en Primera Divisón | Partidos en Primera Divisón | Partidos en Primera Divisón |
| #                           | Partido                     | Local                       | Resultado                   | Visitante                   | Estadio                     | Fecha                       |
| Partidos en los Años 1980   | Partidos en los Años 1980   | Partidos en los Años 1980   | Partidos en los Años 1980   | Partidos en los Años 1980   | Partidos en los Años 1980   | Partidos en los Años 1980   |
| --------------------------- | --------------------------- | --------------------------- | --------------------------- | --------------------------- | --------------------------- | --------------------------- |
| 1                           | 1                           | Portuguesa                  | 0 - 0                       | Llaneros de Guanare         | José Antonio Páez           | 28 de septiembre de 1986    |
| 2                           | 2                           | Llaneros de Guanare         | 0 - 3                       | Portuguesa                  | Rafael Calles Pinto         | 16 de noviembre de 1986     |
| 3                           | 3                           | Portuguesa                  | 2 - 1                       | Llaneros de Guanare         | José Antonio Páez           | 18 de enero de 1987         |
| 4                           | 4                           | Llaneros de Guanare         | 1 - 1                       | Portuguesa                  | Rafael Calles Pinto         | 4 de marzo de 1987          |
| Partidos en los Años 1990   |                             |                             |                             |                             |                             |                             |
| 5                           | 5                           | Llaneros de Guanare         | 1 - 1                       | Portuguesa                  | Rafael Calles Pinto         | 10 de enero de 1993         |
| 6                           | 6                           | Portuguesa                  | 1 - 0                       | Llaneros de Guanare         | José Antonio Páez           | 2 de mayo de 1993           |
| Partidos en los Años 2000   |                             |                             |                             |                             |                             |                             |
| 7                           | 7                           | Portuguesa                  | 1 - 0                       | Llaneros de Guanare         | José Antonio Páez           | 10 de noviembre de 2007     |
| 8                           | 8                           | Llaneros de Guanare         | 1 - 0                       | Portuguesa                  | Rafael Calles Pinto         | 26 de abril de 2008         |
| 9                           | 9                           | Portuguesa                  | 0 - 1                       | Llaneros de Guanare         | José Antonio Páez           | 17 de agosto de 2008        |
| 10                          | 10                          | Llaneros de Guanare         | 2 - 1                       | Portuguesa                  | Reinaldo Melo               | 25 de enero de 2009         |
| Partidos en los Años 2010   |                             |                             |                             |                             |                             |                             |
| 15                          | 11                          | Portuguesa                  | 3 - 1                       | Llaneros de Guanare         | José Antonio Páez           | 4 de noviembre de 2012      |
| 16                          | 12                          | Llaneros de Guanare         | 1 - 0                       | Portuguesa                  | Rafael Calles Pinto         | 7 de abril de 2013          |
| 17                          | 13                          | Portuguesa                  | 1 - 0                       | Llaneros de Guanare         | José Antonio Páez           | 10 de agosto de 2014        |
| 18                          | 14                          | Llaneros de Guanare         | 4 - 1                       | Portuguesa                  | Rafael Calles Pinto         | 11 de enero de 2015         |
| 19                          | 15                          | Llaneros de Guanare         | 0 - 1                       | Portuguesa                  | Rafael Calles Pinto         | 16 de agosto de 2015        |
| 20                          | 16                          | Portuguesa                  | 2 - 2                       | Llaneros de Guanare         | José Antonio Páez           | 1 de mayo de 2016           |
| 23                          | 17                          | Llaneros de Guanare         | 1 - 1                       | Portuguesa                  | Rafael Calles Pinto         | 16 de octubre de 2016       |
| 28                          | 18                          | Portuguesa                  | 2 - 2                       | Llaneros de Guanare         | José Antonio Páez           | 17 de abril de 2019         |
| 29                          | 19                          | Llaneros de Guanare         | 1 - 0                       | Portuguesa                  | Rafael Calles Pinto         | 8 de septiembre de 2019     |

#### Partidos en Copa doméstica
| Partidos en Copa Venezuela | Partidos en Copa Venezuela | Partidos en Copa Venezuela | Partidos en Copa Venezuela | Partidos en Copa Venezuela | Partidos en Copa Venezuela | Partidos en Copa Venezuela |
| #                          | Partido                    | Local                      | Resultado                  | Visitante                  | Estadio                    | Fecha                      |
| Partidos en los Años 2010  | Partidos en los Años 2010  | Partidos en los Años 2010  | Partidos en los Años 2010  | Partidos en los Años 2010  | Partidos en los Años 2010  | Partidos en los Años 2010  |
| -------------------------- | -------------------------- | -------------------------- | -------------------------- | -------------------------- | -------------------------- | -------------------------- |
| 21                         | 1                          | Llaneros de Guanare        | 1 - 2                      | Portuguesa                 | Rafael Calles Pinto        | 13 de julio de 2016        |
| 22                         | 2                          | Portuguesa                 | 3 - 2                      | Llaneros de Guanare        | José Antonio Páez          | 27 de julio de 2016        |
| 24                         | 3                          | Llaneros de Guanare        | 1 - 1                      | Portuguesa                 | Rafael Calles Pinto        | 9 de agosto de 2017        |
| 25                         | 4                          | Portuguesa                 | 2 - 2                      | Llaneros de Guanare        | José Antonio Páez          | 30 de agosto de 2017       |
| 26                         | 5                          | Llaneros de Guanare        | 1 - 2                      | Portuguesa                 | Rafael Calles Pinto        | 8 de agosto de 2018        |
| 27                         | 6                          | Portuguesa                 | 1 - 3                      | Llaneros de Guanare        | José Antonio Páez          | 15 de agosto de 2018       |

#### Partidos en Segunda División
| Partidos en Segunda División | Partidos en Segunda División | Partidos en Segunda División | Partidos en Segunda División | Partidos en Segunda División | Partidos en Segunda División | Partidos en Segunda División |
| #                            | Partido                      | Local                        | Resultado                    | Visitante                    | Estadio                      | Fecha                        |
| Partidos en los Años 2010    | Partidos en los Años 2010    | Partidos en los Años 2010    | Partidos en los Años 2010    | Partidos en los Años 2010    | Partidos en los Años 2010    | Partidos en los Años 2010    |
| ---------------------------- | ---------------------------- | ---------------------------- | ---------------------------- | ---------------------------- | ---------------------------- | ---------------------------- |
| 11                           | 1                            | Llaneros de Guanare          | 5 - 0                        | Portuguesa                   | Rafael Calles Pinto          | 10 de octubre de 2010        |
| 12                           | 2                            | Portuguesa                   | 3 - 1                        | Llaneros de Guanare          | José Antonio Páez            | 5 de diciembre de 2010       |
| 13                           | 3                            | Portuguesa                   | 2 - 0                        | Llaneros de Guanare          | José Antonio Páez            | 6 de marzo de 2011           |
| 14                           | 4                            | Llaneros de Guanare          | 2 - 1                        | Portuguesa                   | Rafael Calles Pinto          | 1 de mayo de 2011            |

## Tabla comparativa entre los equipos
| Estadísticas                                                  | Llaneros de Guanare                   | Portuguesa                   |
| ------------------------------------------------------------- | ------------------------------------- | ---------------------------- |
| Nombre del club en su fundación                               | Llaneros de Guanare Escuela de Fútbol | Portuguesa Fútbol Club       |
| Fecha de la fundación del club                                | 26 de agosto de 1984 (39 años)        | 9 de abril de 1972 (51 años) |
| Categoría actual                                              | Segunda División                      | Primera División             |
| Localidad                                                     | Guanare                               | Araure                       |
| Apodo                                                         | El batallón santo                     | El penta                     |
| Temporadas en Primera División                                | 19                                    | 38                           |
| Temporadas en Segunda División                                | 13                                    | 14                           |
| Clasificación histórica en Primera División                   | 20.ª posición                         | 5.ª posición                 |
| Ranking de Clubes de la CONMEBOL                              | 237.ª posición                        | 115.ª posición               |
| Estadio                                                       | Estadio Rafael Calles Pinto           | Estadio José Antonio Páez    |
| Capacidad de Estadio                                          | 7.000                                 | 14.000                       |
| Descensos de categoría                                        | 4                                     | 5                            |
| Participaciones en Copas Internacionales de Conmebol y/o FIFA | 1                                     | 9                            |
| Mejor posición en Promedios                                   |                                       | 1.º                          |
| Goleadores en Primera División                                | 0                                     | 0                            |

| Títulos                       | Llaneros de Guanare | Portuguesa Fútbol Club |
| ----------------------------- | ------------------- | ---------------------- |
| Primera División de Venezuela | 0                   | 5                      |
| Copa Venezuela                | 0                   | 3                      |
| Segunda División de Venezuela | 4                   | 2                      |
| Títulos totales               | 4                   | 10                     |

- Sólo se tienen en cuenta los títulos oficiales.
- Sólo se tienen en cuenta los títulos de primera categoría o división.

- Datos: Q20970531